# Dekemhare
Dekemhare (soms gespeld Decamare, Tigrinya: ደቀምሓረ) is een stad in Eritrea in de regio (zoba) Debub ten zuidoosten van Asmara, hoofdstad van de gelijknamige subregio (nous zoba) Dekemhare. Voor een deel ook ontwikkeld door de Italianen als een industrieel centrum, werd het een grootschalig industrieel en transport-centrum, bekend om haar wijngaarden. Het is ook nu een van de vele industriële centrums in Eritrea.

## Ligging
Dekemhare ligt 40 km ten zuiden van de hoofdstad Asmara op 2050 meter boven zeespiegel bij de kruising van de weg Asmara – Addis Abeba en de weg Adi Ugri – Nefasit.

## Naam
De plaats is ontstaan in de 15e eeuw als agrarische nederzetting met de naam Dequ-Mehari, de zonen van Mehari. Spellingsvarianten van de naam in Latijns schrift zijn Dek'emhare, Decamere, Dekemehare, Decamhare, Dek'emhâre.

## Geschiedenis
De plaats is onder het Italiaanse koloniale bewind (minister en generaal Emilio De Bono) in 1934-1935 bij de voorbereiding van de Italiaanse invasie van Ethiopië groot geworden vanwege het commerciële en strategische belang van de plek die, dankzij de nieuw aangelegde weg Adi Ugri – Nefasit, Asmara verbond met de haven van Massawa. Dekemhare was in 1935-36 tijdens de oorlog van Italië tegen Ethiopië een belangrijke garnizoensstad met vliegveld, uitvalsbasis voor het Italiaanse leger. Er ontwikkelde zich een uitgebreid industriegebied en de regio werd ook een belangrijke agrarische centrum voor Italiaans Oost-Afrika, met wijngaarden, pasta- en broodfabrieken. In 1935 had Dekemhare 12.000 inwoners, waarvan 6.000 Italianen. De grote overdekte markthal en een tiental art-decogebouwen herinneren aan de Italiaanse koloniale tijd.
Tijdens de Tweede Wereldoorlog kwam Eritrea onder Brits beheer en verlieten veel Italianen de stad. Na rassenrellen in 1947 vertrokken ook de meesten van de overgebleven Italianen. In 1962 telde de stad maar ongeveer 6.000 inwoners meer. 
Tijdens de Eritrese Onafhankelijkheidsoorlog (1961-1991) was Dekemhare opnieuw garnizoensstad. Er was, van 1965 tot 1975 ongeveer, een trainingskamp van paramilitaire commando's van het Eritrees Liberation Front ELF. In 1977, tijdens de eerste bevrijding van Eritrea, kwam Dekemhare in handen van het Eritrean People's Liberation Front (EPLF). De stad leed veel verwoesting door bombardementen in 1977 en 1978 en spervuur in 1991. Er bleven slechts twee fabrieken over. De veldslag bij Dekemhare in mei 1991 was beslissend voor de onafhankelijkheid van Eritrea. Bij de onafhankelijkheid telde Dekemhare ongeveer 11.000 inwoners. 
In 1998-2000 was er een grensoorlog met Ethiopië. Tijdens die oorlog vestigden veel uit Ethiopië gedeporteerde Eritreeërs zich in Dekemhare. 
Tijdens de UNMEE Vredesmissie van de Verenigde Naties had het Nederlands-Canadees vredesbataljon NECBAT zijn ondersteunend basiskamp Camp Groesbeek in Dekemhare.
In de 21e eeuw breidt de stad zich uit. In 2016 telde Dekemhare 31.000 inwoners.

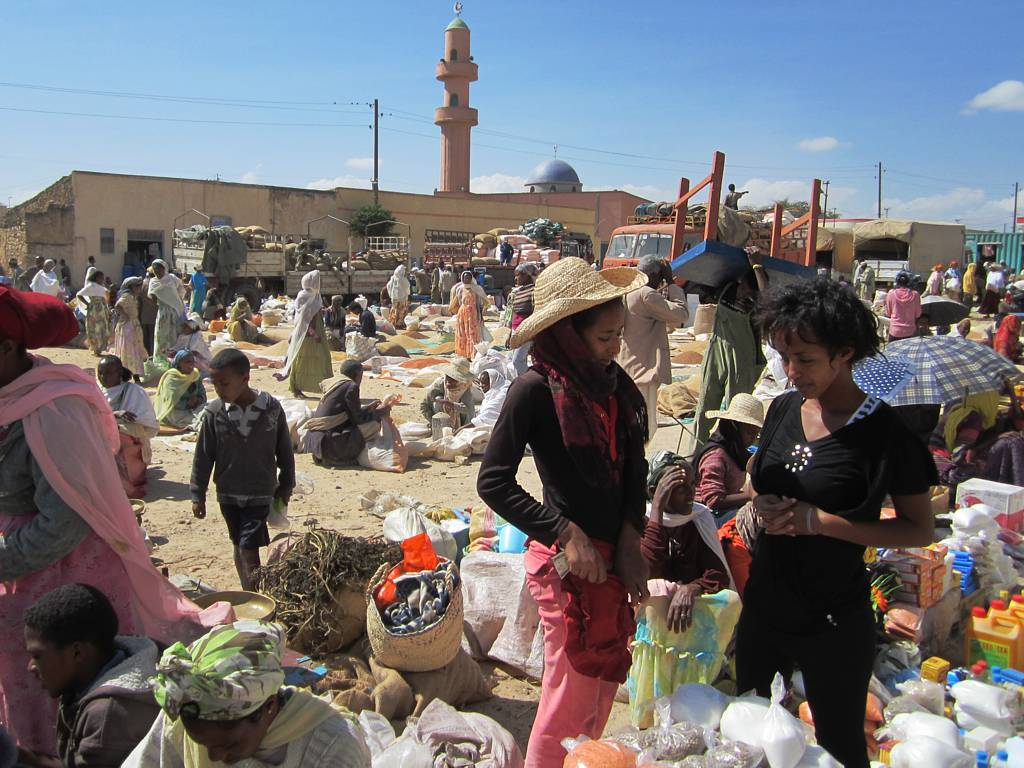
Moskee en markt
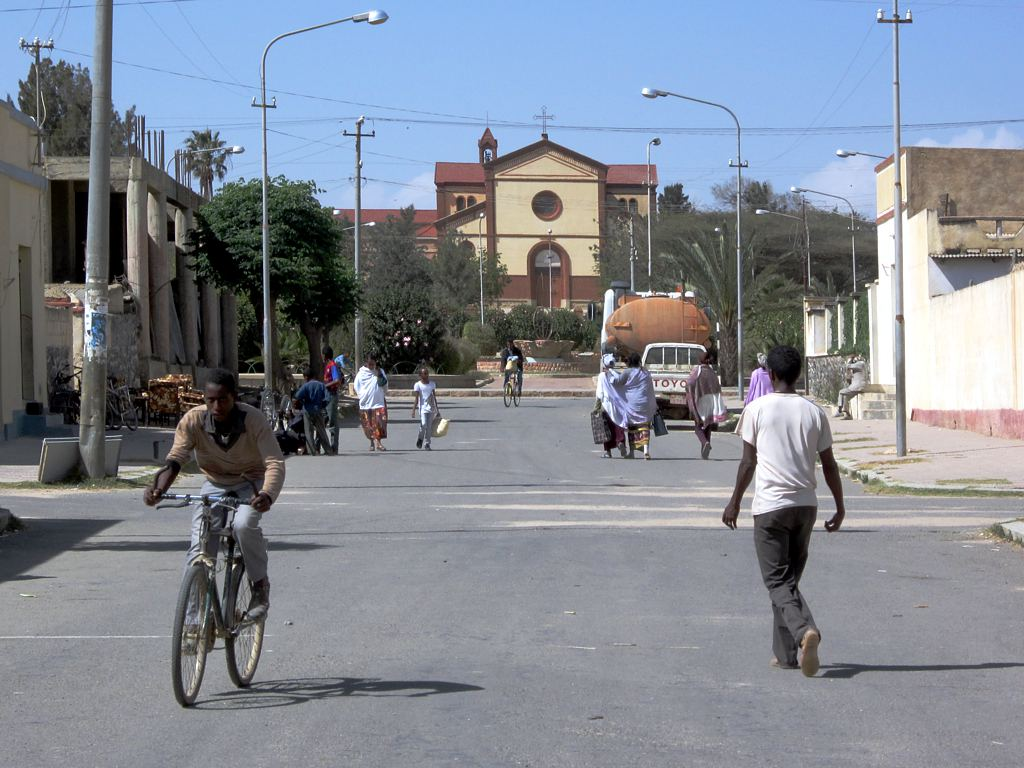
Katholieke kerk en straat
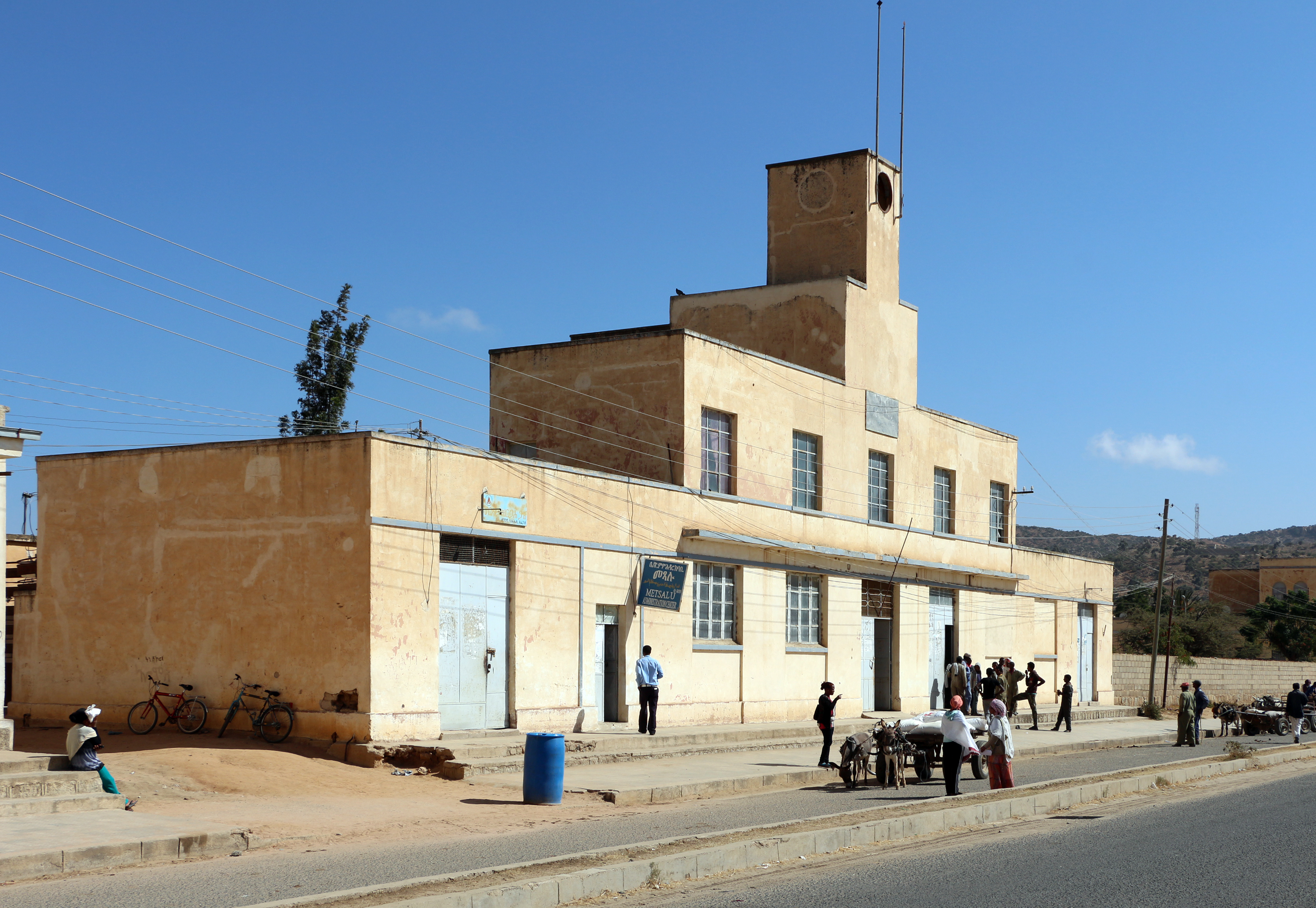
Italiaanse industriële architectuur in Dekemhare
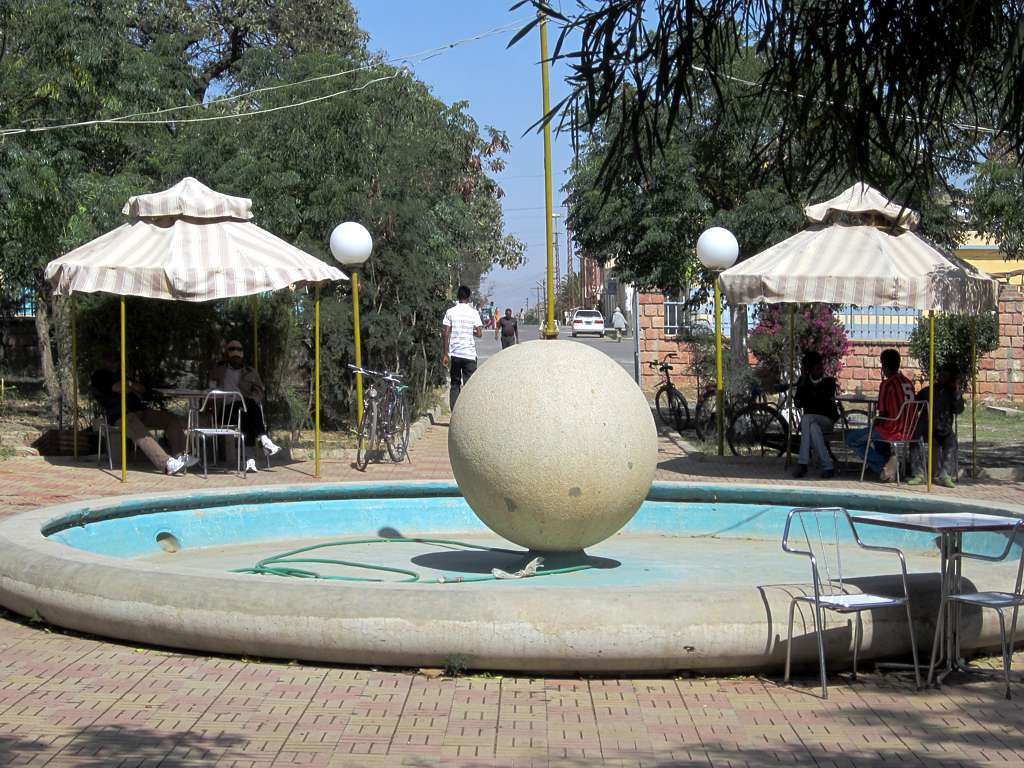
Park met fontein
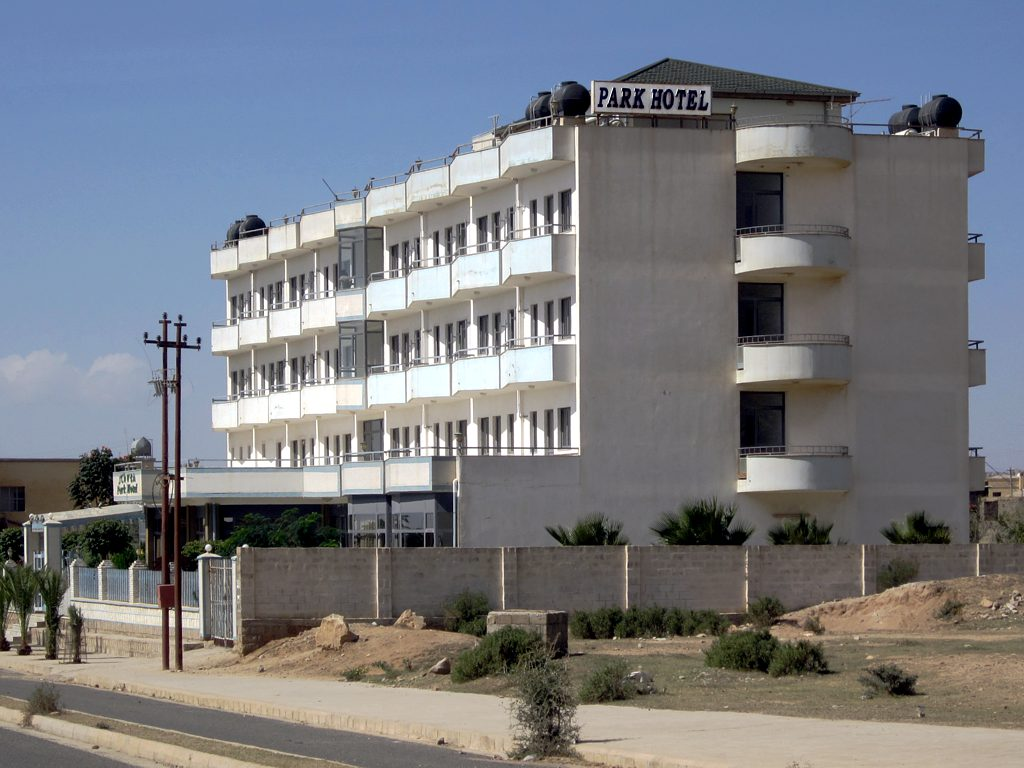
Park Hotel
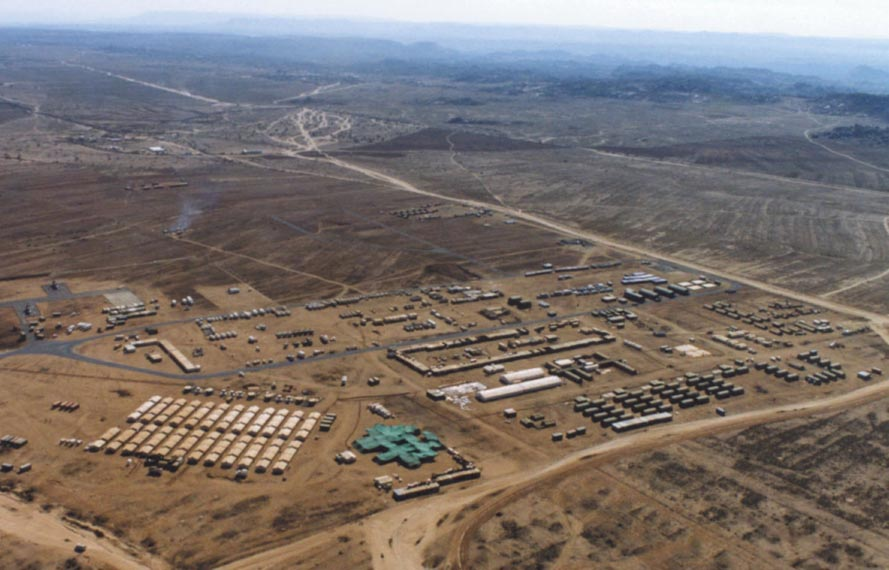
De logistieke basis van NECBAT in Dekemhare (bron:NMIH)

## Voorzieningen
- Moskee
- Eritrees-Orthodoxe Tewahedo kerken Kidane – Mhret en Medhanie Alem
- Katholieke kerk Dekemhare Medhanie Alem Capuchini Catholic Church
- Protestantse kerk  Kale Hiwot
- Ziekenhuis Dekemhare Community Hospital
- Middelbare school Dekemhare Comprehensive Secondary School
- Hoger onderwijs Don Bosco Technical School
- Weeshuis
- Postkantoor, bank
- Bioskoop Cinema Imperial Dekemhare
- Voetbalveld Jocho
- Politieacademie, opgezet met hulp vanuit Nederland
- Gevangenis, in gebouwen van de voormalige Italiaanse legerbasis

## Geboren in Dekemhare
- Senait Amine, (1985) zangeres
- Zeudi Araya (1951), Miss Ethiopië 1969, zangeres en filmactrice